# Tristão José Monteiro
Tristão José Monteiro (Porto Alegre, 6 de junio de 1816 — Taquara, 9 de julio de 1892) fue un comerciante y colonizador de la región del Vale do Paranhana.
Hijo de José Monteiro da Silva y Lucinda Leonarda da Conceição, Tristão José Monteiro nació en Porto Alegre el 6 de junio de 1816 y fue bautizado el 24 de agosto de ese mismo año en la Catedral Metropolitana. Además de hablar portugués hablaba de forma fluida varias lenguas como el alemán, el francés y el inglés.
Durante la Revolución Farroupilha fue preso de los independentistas de Rio Grande do Sul (también llamados farrapos) en su residencia, debido a sus relaciones con el  Imperio. Trabajó en el consulado de los Estados Unidos de América en Porto Alegre, la capital gaucha, entre 1838 y 1841, primero como secretario y, posteriormente, fue ascendido a vicecónsul. Dedicó gran parte de su vida al comercio
En 1845, Tristão José Monteiro y su socio Jorge Eggers compraron la sesmaría, entonces denominada hacienda Mundo Novo, perteneciente a Libânia Inocência Correa de Leães, viuda de Antônio Borges de Almeida Leães. Esta hacienda comprendía los actuales territorios de Igrejinha, Taquara y Três Coroas. El 4 de septiembre de 1846, Jorge Eggers le vendió su parte a Tristão Monteiro. Este creó la Colônia de Santa Maria do Mundo Novo y fue el responsable de la llegada de inmigrantes alemanes a ese lugar.
Tuvo 17 hijos con cuatro mujeres. Falleció el 9 de julio de 1892, a los 76 años, en la miseria y con pocos amigos.